# آب‌انبارهای خواجه‌یار
آب‌انبارهای خواجه یار مربوط به دوره تیموریان - دوره صفوی است و در شهرستان خواف، بخش مرکزی، دردامنه کوه خواجه یار، واقع شده‌است. این اثر در تاریخ ۱۲ بهمن ۱۳۸۱ با شماره ثبت :۷۴۸۸ به عنوان یکی از آثار ملی ایران به ثبت رسید.